# Barbesula
Barbésula es el nombre de una ciudad estipendiaria del Convento Jurídico Gaditano, en la provincia romana de la Bética, citada por Plinio el Viejo, Pomponio Mela y el Anónimo de Rávena y localizada en la orilla derecha de la desembocadura del río Guadiaro, en la  población de igual nombre  junto a la actual urbanización de Sotogrande, en el término municipal de San Roque (Cádiz, España).
Los restos arqueológicos ponen de manifiesto que se trataba de una ciudad dedicada principalmente a la industria de las salazones de pescado. Son varias las factorías dedicadas a este fin que se han encontrado en los alrededores, así como los hornos de fabricación de ánforas destinadas a la exportación de productos  como el garum. En este sentido, su economía sería similar a la de otras poblaciones del estrecho de Gibraltar (Baelo Claudia o Iulia Traducta). No obstante, no es descartable que, debido a su situación en el valle del Guadiaro, actuara también como centro de importación y exportación de productos de agricultura. Allí han aparecido los restos de un templo dedicado a Diana, así como varias inscripciones honoríficas y funerarias, conservadas en el Cortijo de Guadiaro y en el Museo de Cádiz.